# 06:21:03:11 Up Evil
06:21:03:11 Up Evil è un album in studio del gruppo musicale belga Front 242, pubblicato nel 1993.

## Tracce
1. Crapage – 4:57
2. Waste – 4:12
3. Skin – 3:34
4. Motion – 3:50
5. Religion – 4:05
6. Stratoscape – 4:34
7. Hymn – 3:26
8. Fuel – 4:46
9. Melt – 3:30
10. Flag – 5:08
11. Mutilate – 4:10
12. (S)Crapage – 6:11
13. Religion (Pussy Whipped mix) – 6:06